# Comuna de Białogard
Białogard (polaco: Gmina Białogard) é uma gminy (comuna) na Polónia, na voivodia de Pomerânia Ocidental e no condado de Białogardzki.
De acordo com os censos de 2007, a comuna tem 7 790 habitantes, com uma densidade 23,8 hab/km².

## Área
Estende-se por uma área de 327,93 km².